# Abbaye d'Auchy-lès-Hesdin
L'abbaye d'Auchy est une ancienne abbaye bénédictine située sur le territoire de la commune d'Auchy-lès-Hesdin (Pas-de-Calais). Elle fut fondée en 710 par Adalscar, son épouse Aneglia et leur fille Sicherdre pour complaire à Sylvain de Toulouse († 717), ou Saint-Sylvin, courtisan du roi Thierry III. Adalscar ou Adascaire, comte d'Hesdin (Vieil-Hesdin), seigneur d'Auchy, était le frère de la sainte Austreberthe de Pavilly et le fils de Badefrid et de Framehilde ou Frameuse, elle-aussi sanctifiée.

## Historique
Autrefois appelée Auchy-les-Moines, la commune d'Auchy-lès-Hesdin doit son origine au monastère fondé par saint Sylvain, venu de Toulouse vers 700. Celui-ci quitta sa vie à la cour pour accomplir plusieurs pèlerinages, à Jérusalem et à Rome. Devenu évêque, il évangélisa la région de Thérouanne (dans le Pas-de-Calais), où il est célébré localement le 17 février,,. Il fut enterré à l'abbaye d'Auchy en 718.
Détruit par les Normands, le monastère fut relevé en 1072 par les comtes d'Hesdin, et confié en 1077 aux bénédictins de l'abbaye Saint-Bertin. La première charte de cette abbaye date de 1079. Elle est souvent à tort décrite comme la charte de fondation.
En 1269, Robert II d'Artois prend l'abbaye sous sa protection.
D'un effondrement survenu en 1280, il reste les vestiges de l'église primitive : les piles de la nef et de la première travée du chœur de l'abbatiale remontent au milieu du XIIe siècle, celles des deux dernières travées du chœur aux environs de 1200.
En 1415, on y inhuma plusieurs des chevaliers tués à la bataille d'Azincourt, dont l'amiral de France Jacques Dampierre de Châtillon. Une vingtaine d'années plus tard, l'état de guerre permanent contraignit les moines à déserter l'abbaye, où ils ne revinrent qu'en 1457.
Ravagés par les troupes à plusieurs reprises au cours du XVIe siècle, incendiés en 1537, les bâtiments furent restaurés au début du XVIIe. Ils furent transformés en filature après la Révolution, et finalement détruits après un incendie en 1834, à l'exception de l'abbatiale.
Dédiée à saint Sylvain, puis à saint Georges également après la destruction de l'ancienne église paroissiale Saint Georges d'Auchy, celle-ci présente une façade originale, où se superposent un portail du XIIIe siècle, une grande fenêtre néo-gothique et un pignon classique terminé par un fronton ajouté vers 1840. L'ensemble est encadré de hautes tourelles polygonales coiffées au XVIIIe siècle de pittoresques toits d'ardoise.
À l'intérieur, le vaisseau central comprend sept travées barlongues, terminées par une abside à pans, et couvertes de voûtes reconstruites en 1616 à un niveau inférieur à celui des voûtes d'origine, qui s'étaient effondrées au XVIe siècle.
En décembre 1804, Jean-Baptiste Say — en relations avec les financiers parisiens susnommés I – L Grivel et E. Delessert, propriétaires de l'ancienne abbaye d'Auchy-les-Moines — y installe une filature de coton. Dès le début de 1805, le site vit une intense activité industrielle. Le village se métamorphose, et cette filature ferme ses portes en 1989.

## Principaux abbés
- Abbé Martel
- Abbé Placide de Brandt le 44e abbé (sur 49 depuis la fondation de l'abbaye jusqu'à la Révolution), de 1676 à 1702. Il se distinguera par la reconstruction d'une vingtaine d'églises relevant de l'abbaye (dont celle de Grigny) et tous les travaux d'aménagement qu'il fera effectuer à l'intérieur de l'abbaye: il fera don de son maître-autel et de son orgue et fera installer les très belles boiseries du chœur, ses stalles et la tribune à l'entrée[6].